# Donald-Olivier Sié
Donald-Olivier Sié (sinh ngày 3 tháng 4 năm 1970) là một cầu thủ bóng đá người Bờ Biển Ngà.

## Đội tuyển bóng đá quốc gia Bờ Biển Ngà
Donald-Olivier Sié thi đấu cho đội tuyển bóng đá quốc gia Bờ Biển Ngà từ năm 1990 đến 2000.

## Thống kê sự nghiệp
| Đội tuyển bóng đá Bờ Biển Ngà | Đội tuyển bóng đá Bờ Biển Ngà | Đội tuyển bóng đá Bờ Biển Ngà |
| Năm                           | Trận                          | Bàn                           |
| ----------------------------- | ----------------------------- | ----------------------------- |
| 1990                          | 1                             | 1                             |
| 1991                          | 2                             | 1                             |
| 1992                          | 5                             | 2                             |
| 1993                          | 6                             | 0                             |
| 1994                          | 9                             | 1                             |
| 1995                          | 2                             | 0                             |
| 1996                          | 3                             | 0                             |
| 1997                          | 1                             | 0                             |
| 1998                          | 6                             | 0                             |
| 1999                          | 3                             | 0                             |
| 2000                          | 4                             | 1                             |
| Tổng cộng                     | 42                            | 6                             |